# Derris microphylla
Derris microphylla är en ärtväxtart som först beskrevs av Friedrich Anton Wilhelm Miquel, och fick sitt nu gällande namn av Cornelis Andries Backer. Derris microphylla ingår i släktet Derris och familjen ärtväxter. Inga underarter finns listade i Catalogue of Life.